# アークランドサービスホールディングス
アークランドサービスホールディングス株式会社は、東京都千代田区に本社を置く、「かつや」など飲食店の展開を行う外食産業の子会社を持つ持株会社。「ホームセンタームサシ」「ビバホーム」を展開するアークランズ株式会社の子会社。

## 沿革
1986年4月、株式会社坂本産業（現在のアークランズ株式会社）に外食事業部門を設ける。事業ノウハウ習得のためレストランCASA、サンマルク、ドトールコーヒーなどにフランチャイジー参加する。1993年3月、子会社としてアークランドサービス株式会社が設立され、オリジナルブランドとして天ぷら専門店「てんぷ亭」を展開する。
「てんぷ亭」はオートフライヤーの仕組みで丸紅系列の天ぷら店「てんや」に酷似することもあり、多店舗展開のネックになっていたことから業態転換、全国展開が少ないとんかつ専門店を「とんかつの吉野家を目指す」として、1998年8月、神奈川県相模原市に「かつや」第1号店を開店、長岡店など一部直営店は「てんぷ亭」から業態転換。以後、関東を本拠地とする将来的なフランチャイズ展開を視野に、関東中心に直営店舗をドミナント出店する。翌1999年7月から「かつや」フランチャイズ展開を開始。当初、新宿区の超高層ビルの1室に「東京営業所」を置き首都圏本部的に機能した。
2000年、株式会社ベンチャー・リンク（現・C&I Holdings）と業務提携して「かつや」のフランチャイズ事業を拡大する。一方でCASA、サンマルク、ドトールコーヒーなどの店舗とフランチャイジーを売却。新自社ブランドとして焼肉「赤大門」、定食「お肴や」の事業も開始するが現存は営業していない。北海道から福岡県に3年間で300店舗を目指して店舗と売り上げの増加を図るも、「少数精鋭主義」で正社員配置を抑える一方、新規出店に伴い社員の異動が短期間で多岐に渡ることとなった。店舗数は2013年12月時点で、直営店103、FC店144、合計247店舗であった。2005年10月、イタリアンカフェ「チェントペルチェント」を開店。さらに2009年12月には、てんぷら専門店「天丼あきば」、2011年10月には、肉めし専門店「岡むら屋」を開店している。2014年3月には株式会社ポプラが当社へのフランチャイズ加盟契約を行ったことにより、同社のコンビニエンスストア店舗の一部で「かつや」への転換も実施された。2016年3月までに「天丼あきば」店舗は全店閉店し、「新橋ぎょうざ」（現存しない）等へ業態転換した。2021年現在、かつやの運営する天丼店には「江戸前天丼はま田」がある。
「かつや」の海外進出は2012年3月、香港に合弁会社を設立。同年11月に1号店を開店した のが始まりである。2020年12月現在香港、韓国、台湾、タイ、フィリピン、中国に「からやま」など他業態を含み計72店舗真を出店する。
この間、2006年12月に本社を新潟県三条市から東京都千代田区に移転する。2007年8月30日、ジャスダック上場。2014年6月13日、東京証券取引所第一部に市場変更した。
2014年12月19日、新業態としてBAN FAMILY株式会社の「からあげ縁‐YUKARI‐」とのコラボレーションによるからあげ専門店「からやま」相模原店を開店。2015年9月1日に同事業を担う子会社として、会社分割によりエバーアクション株式会社を設立。同社は12月にBAN FAMILY株式会社を子会社化、翌2016年4月に吸収合併。「からあげ縁」も同社の店舗となった。
「かつや」事業の他にはこの「からやま」に注力しており、出店ペースは「かつや」を上回る ほか、2018年8月にはたこ焼き店「築地銀だこ」を展開するホットランドとの合弁でアメリカへの進出を果たしている。
2016年7月1日、従来直営で行ってきた外食事業を会社分割し、「かつや」事業を担う株式会社かつやと、「チェントペルチェント」のレストラン事業を担うフィルドテーブル株式会社を新設分割により設立。アークランドサービス株式会社は純粋持株会社かつ中間持株会社となり、アークランドサービスホールディングス株式会社に商号変更した。
2019年9月4日、「幸楽苑」を展開する株式会社幸楽苑ホールディングスと業務提携。幸楽苑からの転換によるからやまフランチャイズ店舗開店や、共同での販促企画、コラボレーションメニューの販売を行う。
近年はM＆Aを加速しており、2017年7月にカレー専門店「野菜を食べるカレーcamp」を運営する株式会社バックパッカーズを子会社化。2020年4月、タイ料理店「マンゴツリー」などを運営する株式会社ミールワークスを子会社化。
2023年9月1日、株式交換によりアークランズ株式会社の完全子会社となった。

## グループ企業・業態
2023年1月現在。
- 株式会社かつや
  - とんかつ・かつ丼「かつや」
  - 天丼はま田
- フィルドテーブル株式会社
  - 東京たらこスパゲティ - たらこスパゲティ専門店
- 株式会社トビラダイニング - 2022年9月1日設立
  - 純豆腐（スンドゥブ）中山豆腐店
  - 肉めし岡もと
  - 東京とろろそば
- エバーアクション株式会社 - 2022年3月にアークダイニング株式会社を吸収合併
  - からあげ「からやま」
  - からあげ 縁 - YUKARI -
- 株式会社バックパッカーズ - 2017年7月にグループ入り
  - ごちとん - 豚汁定食の専門店
  - Cento per Cento(チェントペルチェント) - イタリア語で「100％」の意味のカフェ。持株会社化当時はフィルドテーブルによる運営だった。
- 株式会社ミールワークス - 2020年4月にグループ入り
  - mango tree - タイ料理店
  - DANCING CRAB - シンガポール発のシーフードレストラン
  - TORO - ラテンレストラン
  - 天ぷら魚新

### 閉店した業態
- てんぷ亭 - 天ぷら・天丼
- 焼肉「赤大門」
- 定食「お肴や」
- 天丼あきば
- 新橋ぎょうざ
- 東京ひつじ食堂 - ラム肉メインの中華料理店
- 野菜を食べるカレーcamp
- 肉めし専門店「岡むら屋」
- 天ぷらバル 天よし